# 풀라족
풀라족(Fula), 풀라니족(Fulani) 또는 풀베족(Fulbe)은 아프리카 서부 초원 지역(사헬 지대)에 사는 민족 집단이다. 현재 약 3,800~4,000만 명 이상이 있는데, 주로 사헬 지역 및 서아프리카 나이지리아에 살고 있으며, 세네갈, 카메룬에도 살고 있다.
풀라족의 약 3분의 1인 700~1000만 명이 목축 생활을 영위하여 세계에서 가장 큰 목축 유목민 집단이다. 나머지 풀라족은 반정주민 또는 농부, 학자, 장인, 상인, 귀족으로 구성된 정주민이다. 풀라어라는 언어와 역사 문화적 공통점에 의해 "풀라족"이라는 하나의 집단으로 묶이나 실제로는 다양한 하위 집단으로 구성되어 있다. 종교는 절대다수가 이슬람교를 믿는다.

## 같이 보기
- 투쿨로르족
- 도곤인